# Bruno Chizzo
Bruno Chizzo (* 19. April 1916 in Udine; † 14. August 1969) war ein italienischer Fußballspieler.
Während seiner aktiven Laufbahn spielte er als offensiver Mittelfeldspieler oder Halbstürmer.

## Karriere
Bruno Chizzo begann seine Profilaufbahn in seiner Heimatstadt bei Udinese Calcio. Danach spielte er unter anderem bei der US Triestina, der AC Mailand und dem CFC Genua.
1938 wurde er von Nationaltrainer Vittorio Pozzo in den Kader der italienischen Nationalmannschaft für die Weltmeisterschaft in Frankreich berufen. Obwohl Chizzo in seiner Karriere kein einziges Länderspiel bestritt, wurde er so durch den 4:2-Sieg der Italiener im Finale gegen Ungarn Weltmeister.

## Erfolge
- Weltmeister: 1938